# 田海山
田海山（1909年—1995年），男，山东德州人，中华人民共和国政治人物，曾任山东省行政干部学校党委书记、校长，中共山东省纪委副书记，山东省政协副主席。